# Rhamnus jacobi-salvadorii
Rhamnus jacobi-salvadorii är en brakvedsväxtart som beskrevs av O. Bolos och Vigo. Rhamnus jacobi-salvadorii ingår i släktet getaplar, och familjen brakvedsväxter. Inga underarter finns listade i Catalogue of Life.